# Hommage à Joseph Haydn
L'Hommage à Joseph Haydn est une œuvre collective publiée par la Revue musicale S.I.M. en janvier 1910, à laquelle ont contribué six compositeurs français à l'occasion du centenaire en 1909 de la mort de Joseph Haydn : Claude Debussy, Paul Dukas, Reynaldo Hahn, Vincent d'Indy, Maurice Ravel et Charles-Marie Widor.

## Présentation
Cet hommage musical rendu à Joseph Haydn se fait de manière collective à l'initiative de Jules Écorcheville, directeur de la Revue musicale de la Société Internationale de Musique. La partition se présente sous la forme d'une suite de six pièces pour piano :
- Claude Debussy — Hommage à Haydn[3]
- Paul Dukas — Prélude élégiaque sur le nom de Haydn[4]
- Reynaldo Hahn — Thème varié sur le nom de Haydn[5]
- Vincent d'Indy — Menuet sur le nom d'Haydn, op. 65[6]
- Maurice Ravel — Menuet sur le nom de Haydn[7]
- Charles-Marie Widor — Fugue sur le nom d'Haydn

## Analyse
La consigne est exposée en préambule des pièces musicales : il s'agit de composer à partir d'un thème imposé qui reflète la traduction en musique du nom « Haydn ». Le procédé est le même que le célèbre motif BACH. Pour ce faire, les notes si, la, ré, (H-A-D), suivent la nomenclature musicale allemande traditionnelle, et sont complétées des notes ré et sol, (Y-N), « obtenues en appliquant la série alphabétique des lettres à la série diatonique de l'échelle sonore ».
Ce procédé est une anagramme musicale, pour reprendre la terminologie de Jacques Chailley, ou un cryptogramme musical si l'on se réfère à l'anglais musicologique.
Il sera repris par plusieurs compositeurs français pour d'autres hommages musicaux, comme Charles Koechlin et de nouveau Maurice Ravel dans leur contribution à l'Hommage à Gabriel Fauré de 1920, ou Jacques Ibert, Francis Poulenc et Arthur Honegger dans leur Hommage à Albert Roussel en 1929.

## Postérité
En 1982, à l'occasion du deux cent cinquantième anniversaire de la naissance de Haydn, la BBC a repris le concept et le motif musical, en passant commande à six compositeurs britanniques. Ont ainsi écrit : George Benjamin, une Meditation on Haydn's Name ; Lennox Berkeley, une Mazurka, op. 101b ; John McCabe, un Lamentation Rag ; Richard Rodney Bennett, un Impromptu on the Name of Haydn.

## Discographie
- Hommage à Joseph Haydn, Hommage à Albert Roussel, Hommage à Gabriel Fauré, Margaret Fingerhut (en) (piano), Chandos Records CHAN 8578, 1988.
- Hommage à Joseph Haydn, Manfred Wagner-Artzt (piano), Gramola 98831, 2008.
- Origins, Ivana Gravić (piano), Rubicon RCD 1038, 2019[19].